# 마리오 아우렐리오 폴리
마리오 아우렐리오 폴리(스페인어: Mario Aurelio Poli, 1947년 11월 29일 - )는 아르헨티나의 로마 가톨릭교회 추기경이다. 2013년 3월 13일 교황 프란치스코로 선출된 호르헤 베르고글리오 추기경의 뒤를 이어 2013년 4월 20일 부에노스아이레스 대교구장 주교좌에 공식 착좌하였으며, 2014년에 추기경에 서임되었다.